# Micropterix agenjoi
Micropterix agenjoi és una espècie d'arna de la família Micropterigidae. Va ser descrita per Viette l'any 1949.